# Seldovia
Seldovia ist ein Ort mit 235 Einwohnern im Kenai Peninsula Borough im Bundesstaat Alaska in den Vereinigten Staaten von Amerika. Der Ort wurde Anfang des 19. Jahrhunderts von russischen Pelzhändlern angelegt, der Name stammt von dem russischen Wort „Seldevoy“, das sich auf ehemals die reichen Heringsvorkommen in der Bucht bezieht. Das Dorf wurde während des Good Friday Earthquake, einem großen Erdbeben im Jahre 1964, fast vollständig zerstört und anschließend wieder aufgebaut.
Im Dorf hat ein von der Bundesregierung 1991 anerkannter Stamm amerikanischer Ureinwohner der Kachemak Bay seinen Sitz, benannt wird der Stamm nach dem Ort: Seldovia Village Tribe.

## Geographie
Der Ort liegt im Kachemak Bay, einer Bucht auf der Halbinsel Kenai. Es gibt keine Straßen, die die Siedlung mit anderen Orten verbindet, erreichbar ist er nur über den Luft- oder Seeweg. Der Hafen Seldovias gehört zu den Häfen des Alaska Marine Highway, nach dem United States Census Bureau umfasst das Gemeindegebiet eine Fläche 1,5 km², davon entfallen 0,5 km² auf Wasserflächen.

## Demographie
Nach der Volkszählung im Jahr 2000 lebten hier 286 Menschen in 134 Haushalten und 71 Familien. Die Bevölkerungsdichte beträgt 290,6 Einwohner pro km². Ethnisch betrachtet setzt sich die Bevölkerung zusammen aus 73,43 % weißer Bevölkerung, 1,05 % afroamerikanischen Einwohnern, 17,48 % amerikanischen Ureinwohnern, 0,7 % asiatischer Abstammung, 0,35 % pazifizischen Insulanern, 0,35 % von anderen Rassen und 6,64 % stammen von zwei oder mehr Ethnien ab. 2,1 % der Bevölkerung sind spanischer oder lateinamerikanischer Abstammung.
Von den 134 Haushalten hatten 22,4 % Kinder unter 18 Jahren, die bei ihnen lebten, 44,8 % davon waren verheiratete, zusammenlebende Paare, 7,5 % waren allein erziehende Mütter und 47 % waren keine Familien. 40,35 % bestanden aus Singlehaushalten und in 10,4 % lebten Menschen mit 65 Jahren oder älter. Die Durchschnittshaushaltsgröße betrug 2,13 und die durchschnittliche Familiengröße war 2,93 Personen.
24,1 % der Bevölkerung waren unter 18 Jahre alt. 4,5 % zwischen 18 und 24 Jahre, 21 % zwischen 25 und 44 Jahre, 37,4 % zwischen 45 und 64, und 12,9 % waren 65 Jahre alt oder Älter. Das Durchschnittsalter betrug 45 Jahre. Auf 100 weibliche Personen kamen 102,8 männliche Personen. Auf 100 Frauen im Alter von 18 Jahren oder darüber kamen 110,7 Männer.
Das jährliche Durchschnittseinkommen eines Haushalts betrug $45.313 und das jährliche Durchschnittseinkommen einer Familie betrug $58.000. Männer hatten ein durchschnittliches Einkommen von $41.250 gegenüber den Frauen mit $33.750. Das Prokopfeinkommen betrug $23.669. 7,9 % der Bevölkerung und 3 % der Familien lebten unterhalb der Armutsgrenze. 12,3 % von ihnen sind Kinder und Jugendliche unter 18 Jahre und 3,4 % sind 65 Jahre oder älter.